# Дикович, Любиша
Любиша Дикович (серб. Љубиша Диковић; род. 22 мая 1960, Ужице, СФРЮ) — сербский и югославский военачальник, генерал, начальник Генерального штаба Вооружённых сил Сербии (2011—2018), участник войны НАТО против Югославии.

## Биография
Любиша Дикович родился 22 мая 1960 года в Ужице. После срочной службы в Югославской народной армии избрал военную карьеру. Среднюю военную школу окончил в 1979 году, Военную академию Сухопутных войск — в 1984 году, Командно-штабную школу Сухопутных войск — в 1996 году и Школу национальной обороны — в 2000 году. В 1998—1999 годах Дикович возглавлял 37-ю моторизованную бригаду, которая вела противопартизанские действия в Косове и Метохии и обороняла государственную границу Союзной Республики Югославии.
В 1984 году Дикович получил звание подпоручика, год спустя — поручика, в 1988 году — капитана, в 1992 году — капитана первого класса, в 1994 году — майора, в 1998 году — подполковника, в 1999 году — полковника, в 2005 году — генерал-майора, в 2009 году — генерал-подполковника, а в 2013 году Дикович стал генералом.
Во время службы Любиша Дикович занимал следующие должности: командир учебного взвода (1989—1991), командир учебной роты в Военной академии (1991—1992), командир 16-го пограничного батальона (1992—1996), начальник штаба 37-й моторизованной бригады (1996—1998), командир 37-й бригады (1998—2001), начальник отделения сухопутных войск Военной академии (2001—2003), начальник отделения в штабе Ужицкого корпуса (2003—2004), начальник штаба Ужицкого корпуса (2004—2005), заместитель начальника Генштаба (2005), заместитель начальника Управления оперативных вопросов Генштаба (2006), начальник штаба Объединённой оперативной команды Генштаба (2006—2007), начальник Учебного командования (2007—2009), командующий Сухопутных войск (2009—2011).
11 декабря 2012 года Любиша Дикович возглавил Генеральный штаб Вооружённых сил Сербии. После этого Фонд гуманитарного права обвинил его в военных преступлениях, якобы совершённых им в Косове в годы войны. Прокуратура Сербии по военным преступлениям сразу опровергла эту информацию. 14 сентября 2018 года ушёл на пенсию. В тот же день был награждён Орденом Звезды Карагеоргия.
В 2013 году награждён орденом Святого царя Константина Сербской православной церкви.
В отставку вышел 14 сентября 2018 года.